# Noua Romă. Castelul Sant'Angelo
Noua Romă. Castelul Sant'Angelo (în rusă Новый Рим. Замок святого Ангела, transliterat: Novîi Rim. Zamok sveatogo Anghela) este o serie de picturi în ulei realizate de pictorul rus Silvestr Șcedrin în perioada romană timpurie (1821-1825). Acest tablou se află expus la Galeria Tretiakov din Moscova.
Această serie este un punct de cotitură în activitatea lui Șcedrin. Mai întâi de toate, el tratează subiectul într-o manieră nouă: bărci de pescuit pe apă cu oameni și pereții caselor sunt în prim-plan, iar clădirile "vechi" din Roma (Castelul Sant'Angelo și Basilica San Pietro) se mută în profunzime și devin un fel de fundal. Această serie de peisaje dovedesc o foarte bună experiență de peisagist a lui Șcedrin, care se specializase în pictura în aer liber. Șcedrin alternează aici tonurile sumbre de maro din peisaj cu culori mai reci - tonuri de argintiu, albastru și verde.
Unitatea compoziției se realizează prin imaginea râului Tibru. Dacă în dreapta și în depărtare apar structurile maiestuoase ale Castelului Sant'Angelo, a Basilicii San Pietro și a Palatului Vatican, care fac parte din vechea Romă, în partea stângă a compoziției sunt reprezentate casele săracilor din oraș - aceasta este noua Romă. Șcedrin subliniază aici faptul că în "Orașul Etern" există un oraș vechi, înalt, plin de istorie și măreție, și un oraș nou, jos. Cu mare grijă, el prezintă romanii simpli pe malul Tibrului, oferind o imagine reală și autentică de vitalitate.
Pictura Noua Romă. Castelul Sant'Angelo a avut un mare succes și, ulterior, artistul a repetat de multe ori această temă, în condiții diferite de iluminare. În Galeria de stat Tretiakov sunt expuse trei pânze din această serie.